# 比嘉良介
比嘉 良介（ひが りょうすけ、1995年11月8日 - ）は、日本の男性声優。東京都出身。アトミックモンキー所属。

## 略歴
声優になろうと思ったきっかけの作品は『ビーストウォーズ』。「自分は昔、何になりたかったんだろう？」と思い、小学6年生の頃に書いた文集を見た時、「将来の夢は声優」と書いていたという。
アトミックモンキー声優・演技研究所第8期卒業。2016年4月よりアトミックモンキー預かりとなる。
クラーク記念国際高等学校・秋葉原ITキャンパスの声優・放送専攻コースに通い、高校2年生の頃にオーディションを受けた『迷宮クロスブラッド リローデッド』で声優デビュー。2013年に開催された第一回全日本声優コンテスト「声優魂」にて入賞。

## 人物
趣味には水泳、サッカーを挙げている。サッカーでは、サポーターとしてはFC東京を応援しているという。

## 出演
太字はメインキャラクター。

### テレビアニメ
2018年
- 七つの美徳（車内アナウンス）
- ペルソナ5（男性司会者）
- シックスハートプリンセス（車掌）

2019年
- 魔法少女特殊戦あすか（隊員B）
- ドラえもん（テレビ朝日版第2期）（2019年 - 2024年、庭師、店主、ピザ屋さん、ガイコツ男、八百屋さん 他）
- GRANBLUE FANTASY The Animation Season 2（大工）

2020年
- ポチっと発明 ピカちんキット（輩）
- 邪神ちゃんドロップキック'（ツクシンボ）
- 戦乙女の食卓（上官〈男〉）

2021年
- Re:ゼロから始める異世界生活（村人）
- マジカパーティ（2021年 - 2022年、フクロック、ドリライナ）
- 不滅のあなたへ（村の男、従者）

2022年
- プラチナエンド（木村）
- リーマンズクラブ（審判）
- カッコウの許嫁（常連客A、常連客、店主）
- 薔薇王の葬列（衛兵B）
- 群青のファンファーレ（厩務員）
- 名探偵コナン 犯人の犯沢さん（乗客、解説、市民）
- 永久少年 Eternal Boys（黒服）
- 農民関連のスキルばっか上げてたら何故か強くなった。（王立軍隊長）

2023年
- 大雪海のカイナ（バルギア兵士、アトランド兵士）
- HIGH CARD（野次馬）
- アイドリッシュセブン Third BEAT!（カメラマン、黒服）
- 老後に備えて異世界で8万枚の金貨を貯めます（ベルント）
- 【推しの子】
- 無職転生 II 〜異世界行ったら本気だす〜（貴族F）
- Helck（スタッフ、牧場主）
- ゾン100〜ゾンビになるまでにしたい100のこと〜（避難客G）
- 冒険者になりたいと都に出て行った娘がSランクになってた（商人）
- 鴨乃橋ロンの禁断推理（2023年 - 2024年、店員男、スタッフ、警官、村人、執事） - 2シリーズ
- ポーション頼みで生き延びます!（宰相）
- シャドウバースF（職員）

2024年
- 俺だけレベルアップな件（2024年 - 2025年、羽村康、ハンター協会職員、ハンター、パイロット、B級ハンター 他） - 2シリーズ
- となりの妖怪さん（縁火山次郎坊）
- 怪獣8号（2024年 - 2025年、指揮所隊長、防衛隊アナウンス、隊員、自衛隊員、先輩隊員 他） - 2シリーズ
- 名探偵コナン（ガードマン）

2025年
- 外れスキル《木の実マスター》 〜スキルの実（食べたら死ぬ）を無限に食べられるようになった件について〜（人型アンデッド〈フード〉）
- ぷにるんず ぷに2（グラサンぷに）
- 君のことが大大大大大好きな100人の彼女（参加者B）
- 黒岩メダカに私の可愛いが通じない（店員、ナンパ男）
- mono（フォトラリースタッフ、通行人、画家、店主、映画内の青年）
- ニャイト・オブ・ザ・リビングキャット（男性）

### 劇場アニメ
- 竜とそばかすの姫（2021年）
- 劇場版 ソードアート・オンライン -プログレッシブ- 星なき夜のアリア（2021年）
- かがみの孤城（2022年、こころの父）
- BLUE GIANT（2023年）
- 大雪海のカイナ ほしのけんじゃ（2023年）

### Webアニメ
- 東京新世録 オペレーションアビス（2013年、御舟巌[22]）
- テルマエ・ロマエ ノヴァエ（2022年、客、召使い、衛兵、侍）
- サイバーパンク エッジランナーズ（2022年、アニマルズ、MILITECH SOLDIERS）
- GAMERA -Rebirth-（2023年、東伏見篤史）
- ライジングインパクト（2024年、男性客A）

### ゲーム
2011年
- 迷宮クロスブラッド リローデッド（ジョニー桜庭）

2012年
- 円卓の生徒 The Eternal Legend（アルマデル）

2013年
- デモンゲイズ（鋼鉄のジグ）

2014年
- 剣の街の異邦人（老人）

2016年
- 三国ブレイズ

2017年
- ドラゴンハート
- Ragnarok〜ヴァルハラサーガ

2018年
- 神無月（里見）
- Collar×Malice -Unlimited-（柳優時）

2019年
- 共闘ことばRPG コトダマン（神夢使・ユメタトロン）
- ポケモンガオーレ（バトルリーダーイブレ）

2022年
- eBASEBALLパワフルプロ野球2022（山宮監督）
- ドラえもん のび太の牧場物語 大自然の王国とみんなの家（ガレッド）
- 魔法使いの夜

2023年
- アーマード・コアVI ファイアーズオブルビコン

2025年
- モンスターハンターワイルズ（ハンターType1）

### 吹き替え

#### 映画
- 男たちの挽歌 REBORN（密輸組織新人）
- 悲しみより、もっと悲しい物語（パン〈ハー・ハオチェン〉[34]）
- サスペクト-薄氷の狂気-
- スパイダーマン:ノー・ウェイ・ホーム[35]
- ダスト・ウォーカー（ハリー・グリーンウッド、ポール）
- トスカーナの幸せレシピ（グイドの祖父）
- ファースト・マン（ゴードン・クーパー）
- フライ・ミー・トゥ・ザ・ムーン[36]
- URL/サージカル・ストライク（ブライアン）
- リセット 決死のカウントダウン

#### ドラマ
- グランド・アーミー（ニック）
- ダイバーズ・クラブ（コマロフ）
- たった一人の私の味方（ペテロ神父）

#### アニメ
- ウィーリー ヒロイン救出大作戦!!（ブラッド）
- 最後の召喚師 -The Last Summoner-（葉巻男、装備屋、ジャン・ジーミン 他）
- ナッツジョブ リバティパーク奪還作戦!!（頸部）
- レゴ モンキーキッド（2021年、謎の声）

### ボイスオーバー
- 世界ルーツ探険隊

### ナレーション
- Amazon Audible（ナレーター、朗読）
  - 「この胸に深々と突き刺さる矢を抜け」上・下巻[37][38]
  - 「仕事は楽しいかね」シリーズ
  - 「人類と気候の10万年史 過去に何が起きたのか、これから何が起こるのか」
  - 「還暦からの底力―歴史・人・旅に学ぶ生き方」
  - 「新・魔獣狩り サイコダイバー」シリーズ
- Nikon企業PV「ニコンの挑戦」

### シリーズ一覧
1. ↑  1st Season（2023年）、2nd Season（2024年）
2. ↑  Season 1（2024年）、Season 2 -Arise from the Shadow-（2025年）
3. ↑  第1期（2024年）、第2期（2025年）